# Rio San Diego
O Rio San Diego é um rio do estado da Califórnia, Estados Unidos. Com 86,9 quilômetros de extensão, o rio nasce nas montanhas Cuyamaca, no noroeste da cidade de Julian, até desaguar no Oceano Pacífico, na baía de Mission, em San Diego.